# Dactylochelifer kaszabi
Espèce
Dactylochelifer kaszabi est une espèce de pseudoscorpions de la famille des Cheliferidae.

## Distribution
Cette espèce est endémique de Mongolie. Elle se rencontre vers Öndörchangaj dans l'aïmag d'Uvs.

## Étymologie
Cette espèce est nommée en l'honneur de Zoltán Kaszab (1915-1986).

## Publication originale
- Beier, 1970 : Ergebnisse der zoologischen Forschungen von Dr. Z. Kaszab in der Mongolei (Pseudoscorpionidea). Reichenbachia, vol. 13, p. 15-18.